# Champigneulle
Ne doit pas être confondu avec Champigneulles ou Champigneul.
Pour les articles homonymes, voir Champigneulle (homonymie).
Champigneulle est une commune française située dans le département des Ardennes, en région Grand Est.

## Géographie
| Beffu-et-le-Morthomme | Verpel        | Imécourt                 |
| Grandpré              | Champigneulle | Landres-et-Saint-Georges |
| Chevières             |               |                          |

### Hydrographie
La commune est dans la région hydrographique « la Seine du confluent de l'Oise (inclus) à l'embouchure » au sein du bassin Seine-Normandie. Elle est drainée par l'Agron et divers autres petits cours d'eau,.
L'Agron, d'une longueur de 24 km, prend sa source dans la commune de Tailly et se jette  dans l'Aire à Saint-Juvin, après avoir traversé six communes.

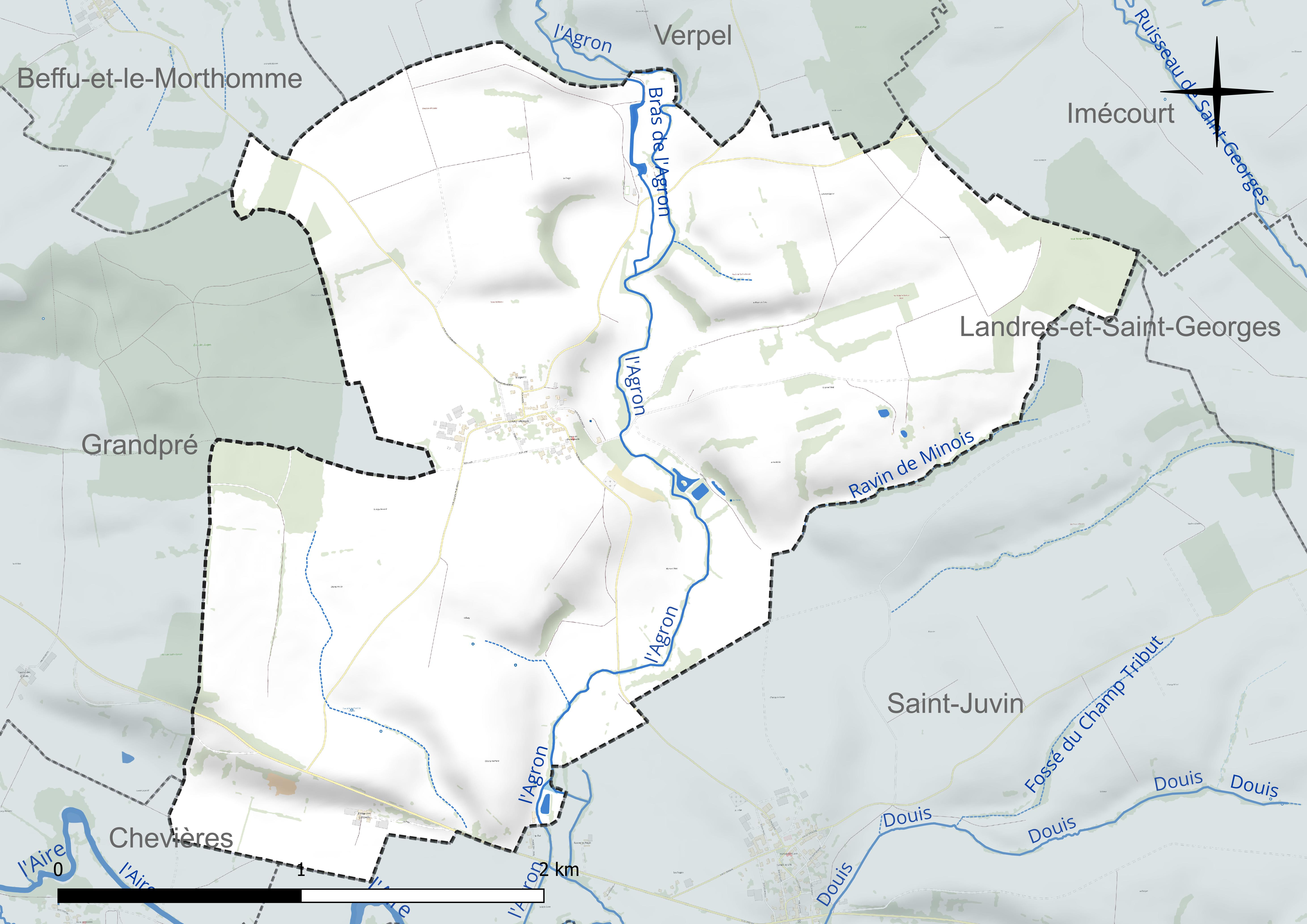
Réseau hydrographique de Champigneulle.

### Climat
Pour des articles plus généraux, voir Climat du Grand Est et Climat des Ardennes.
En 2010, le climat de la commune est de type climat de montagne, selon une étude du Centre national de la recherche scientifique s'appuyant sur une série de données couvrant la période 1971-2000. En 2020, Météo-France publie une typologie des climats de la France métropolitaine dans laquelle la commune est exposée à un climat océanique altéré et est dans une zone de transition entre les régions climatiques « Nord-est du bassin Parisien » et « Lorraine, plateau de Langres, Morvan ».
Pour la période 1971-2000, la température annuelle moyenne est de 10 °C, avec une amplitude thermique annuelle de 15,7 °C. Le cumul annuel moyen de précipitations est de 870 mm, avec 13,3 jours de précipitations en janvier et 9,4 jours en juillet. Pour la période 1991-2020, la température moyenne annuelle observée sur la station météorologique de Météo-France la plus proche, « Buzancy_sapc », sur la commune de Buzancy à 9 km à vol d'oiseau, est de 10,9 °C et le cumul annuel moyen de précipitations est de 862,0 mm. 
La température maximale relevée sur cette station est de 40,7 °C, atteinte le 25 juillet 2019 ; la température minimale est de −15,8 °C, atteinte le 20 décembre 2009,,.
Les paramètres climatiques de la commune ont été estimés pour le milieu du siècle (2041-2070) selon différents scénarios d'émission de gaz à effet de serre à partir des nouvelles projections climatiques de référence DRIAS-2020. Ils sont consultables sur un site dédié publié par Météo-France en novembre 2022.

## Urbanisme

### Typologie
Au 1er janvier 2024, Champigneulle est catégorisée commune rurale à habitat dispersé, selon la nouvelle grille communale de densité à 7 niveaux définie par l'Insee en 2022.
Elle est située hors unité urbaine et hors attraction des villes,.

### Occupation des sols
L'occupation des sols de la commune, telle qu'elle ressort de la base de données européenne d’occupation biophysique des sols Corine Land Cover (CLC), est marquée par l'importance des territoires agricoles (91,6 % en 2018), une proportion identique à celle de 1990 (91,6 %). La répartition détaillée en 2018 est la suivante : 
terres arables (53,6 %), prairies (38 %), forêts (5,1 %), zones urbanisées (3,3 %). L'évolution de l’occupation des sols de la commune et de ses infrastructures peut être observée sur les différentes représentations cartographiques du territoire : la carte de Cassini (XVIIIe siècle), la carte d'état-major (1820-1866) et les cartes ou photos aériennes de l'IGN pour la période actuelle (1950 à aujourd'hui).

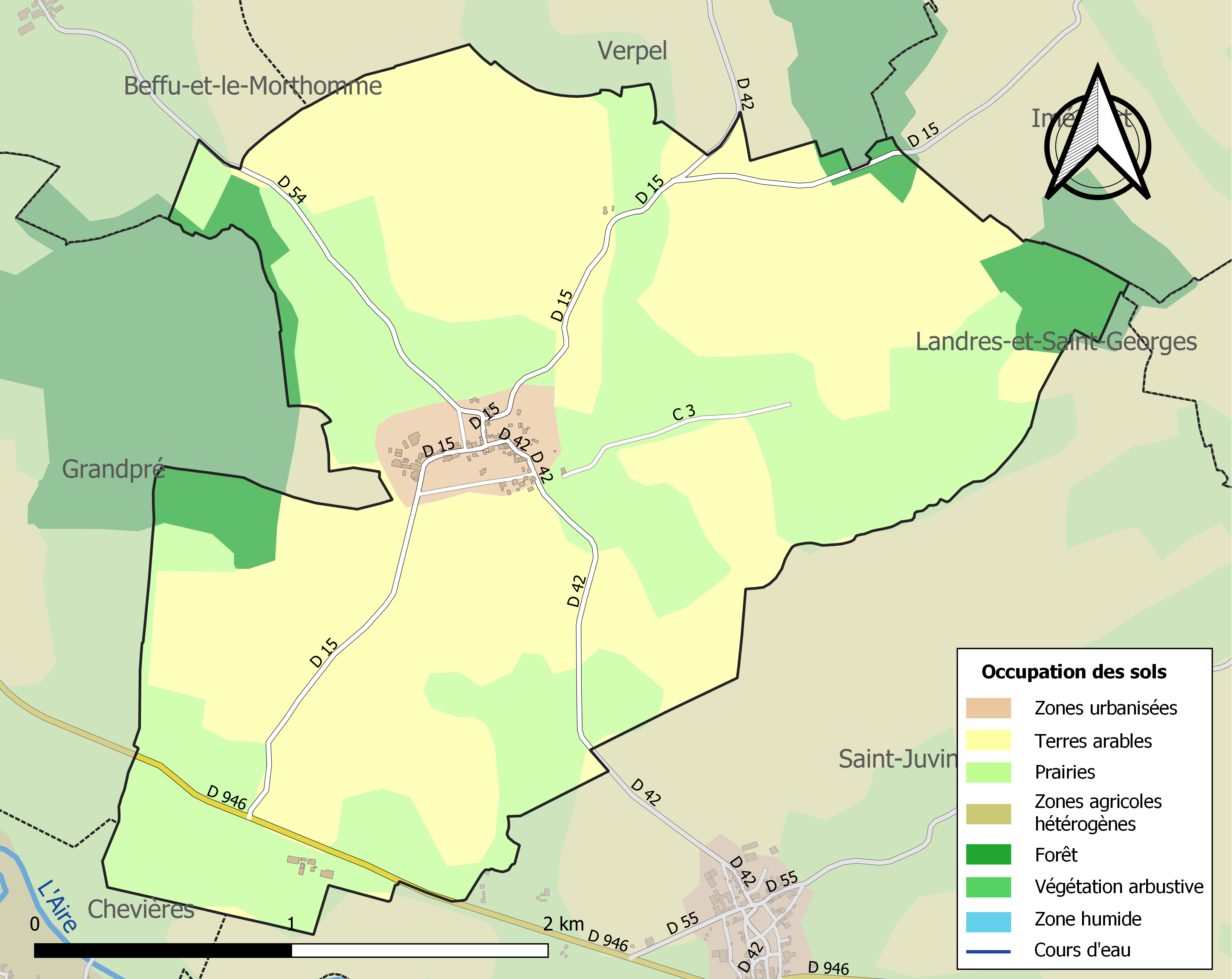
Carte des infrastructures et de l'occupation des sols de la commune en 2018 (CLC).

## Toponymie
Le nom est issu du bas latin campineola qui signifie « petite campagne, dans le sens de « champ ou terre fertile » ou, d'après Ernest Nègre, « petite étendue de plaine », étant composé du bas latin campania « vaste plaine » et du suffixe diminutif féminin singulier -eola (ensuite au pluriel). Ce genre de formation toponymique est médiéval.

## Politique et administration
| Période                                  | Période                   | Identité                                               | Étiquette | Qualité                                                     |
| ---------------------------------------- | ------------------------- | ------------------------------------------------------ | --------- | ----------------------------------------------------------- |
| 1959                                     | 1962                      | René Braibant (1900-1962)                              | SFIO      | Instituteur puis directeur d'école, syndicaliste SNI et FEN |
| avant 1988                               | ?                         | Bernard Darte                                          |           |                                                             |
| mars 2001                                | En cours (au 26 mai 2020) | Pierre Laurent-Chauvet, Réélu pour le mandat 2020-2026 | DVG       | Retraité                                                    |
| Les données manquantes sont à compléter. |                           |                                                        |           |                                                             |

## Démographie
L'évolution du nombre d'habitants est connue à travers les recensements de la population effectués dans la commune depuis 1793. Pour les communes de moins de 10 000 habitants, une enquête de recensement portant sur toute la population est réalisée tous les cinq ans, les populations de référence des années intermédiaires étant quant à elles estimées par interpolation ou extrapolation. Pour la commune, le premier recensement exhaustif entrant dans le cadre du nouveau dispositif a été réalisé en 2004.

En 2022, la commune comptait 53 habitants, en évolution de −14,52 % par rapport à 2016 (Ardennes : −2,97 %, France hors Mayotte : +2,11 %).
| 1793 | 1800 | 1806 | 1821 | 1831 | 1836 | 1841 | 1846 | 1851 |
| ---- | ---- | ---- | ---- | ---- | ---- | ---- | ---- | ---- |
| 223  | 231  | 224  | 240  | 312  | 323  | 336  | 374  | 396  |

| 1866 | 1872 | 1876 | 1881 | 1886 | 1891 | 1896 | 1901 | 1906 |
| ---- | ---- | ---- | ---- | ---- | ---- | ---- | ---- | ---- |
| 409  | 362  | 351  | 304  | 289  | 278  | 264  | 246  | 258  |

| 1911 | 1921 | 1926 | 1931 | 1936 | 1946 | 1954 | 1962 | 1968 |
| ---- | ---- | ---- | ---- | ---- | ---- | ---- | ---- | ---- |
| 260  | 161  | 176  | 172  | 157  | 100  | 118  | 115  | 115  |

| 1975 | 1982 | 1990 | 1999 | 2004 | 2006 | 2009 | 2014 | 2019 |
| ---- | ---- | ---- | ---- | ---- | ---- | ---- | ---- | ---- |
| 91   | 77   | 67   | 64   | 77   | 85   | 60   | 63   | 54   |

| 2022 | - | - | - | - | - | - | - | - |
| ---- | - | - | - | - | - | - | - | - |
| 53   | - | - | - | - | - | - | - | - |

## Culture locale et patrimoine

### Lieux et monuments
- L'église Saint-Sulpice. Dans l'église, un christ aux liens en bois est classé monument historique à titre d'objet[22].

### Héraldique
|  | Les armoiries de Champigneulle se blasonnent ainsi : Écartelé : au 1er d'azur à l'église du lieu d'or ombrée d'argent, au 2e de sinople au coteau cultivé d'or, aux sillons de sable en barre, chargé à dextre d'un chemin d'argent en barre et sommé d'un village d'or, au 3e de sinople à la roue de moulin d'or, à douze rais et aubes de sable, surmontée de son abée d'or, au 4e d'azur au creuset de fonderie d'argent couché et posé de front en perspective, ses pivots d'or, et d'où s'écoule une fonte du même, accompagné en chef senestre d'un rivet d'or. |

## Personnalité liée à la commune
- François Desportes (1661-1743), peintre spécialisé dans la peinture animalière (chiens essentiellement), la nature morte et les scènes de chasse, est né à Champigneulle. Les rois Louis XIV et Louis XV lui commandent le portrait de leurs chiens favoris.